# Pakeha paratecta
Pakeha paratecta är en spindelart som beskrevs av Forster och Wilton 1973. Pakeha paratecta ingår i släktet Pakeha och familjen mörkerspindlar. Inga underarter finns listade i Catalogue of Life.